# Hof van Busleyden
L'Hof van Busleyden (Cour de Busleyden), ou le Palais de Busleyden, est un palais du XVIe siècle situé à Malines, en Belgique. Il accueille le Museum Hof van Busleyden (nl).

## Localisation
Le palais est situé au 65 de la rue Frederik de Merode, à Malines.

## Historique
À partir de 1503, Jérôme de Busleyden fait construire à Malines une résidence spacieuse avec subventions urbaines (habitable en 1507 mais pas encore achevée en 1516). Le bâtiment, de style transitionnel du gothique tardif au début de la Renaissance, est achevé par l'architecte Rombout II Keldermans (en). Probablement son père Antoon a fait les premiers plans. Busleyden a acquis le bâtiment de la propriété de son frère Frans, qui l'a lui-même acheté à Joos Vranx (1496). Il ajoute un terrain adjacent, acheté à Jan van Ophem (1506). Le palais de Busleyden devint rapidement célèbre pour les banquets qu'il y organisait. Adriaan Boeyens, alors chancelier de l'Université de Louvain (plus tard, pape Adrien VI) y est invité avec d'autres humanistes. Des intellectuels amicaux tels qu'Erasme, Cuthbert Tunstall et Thomas More l'ont également visité. Ce dernier commence à y écrire son Utopie et laisse également un hymne sur la magnifique demeure, dans lequel il chante que « seule la main de Dédale » pouvait être responsable d'une maison aussi judicieusement construite.
Après la mort de Busleyden, ses héritiers vendent le palais en 1518 à Jacqueline de Boulogne, veuve de Jean le Sauvage. La cour entra en possession de Charles III de Croÿ en 1589 (l'un de ses titres, duc d'Aarschot, donne naissance au nom alternatif de Hof van Aarschot). Dès 1608, la famille de Varick-de Rovelasca reprend le palais, mais cela est de courte durée. Il est acquis en 1619 par Wenceslas Cobergher pour abriter l'une de ses Montagnes de la Miséricorde. Ce prêteur sur gages est situé le long de l'actuelle rue Frederik de Merode et a continué de fonctionner jusqu'en 1914.

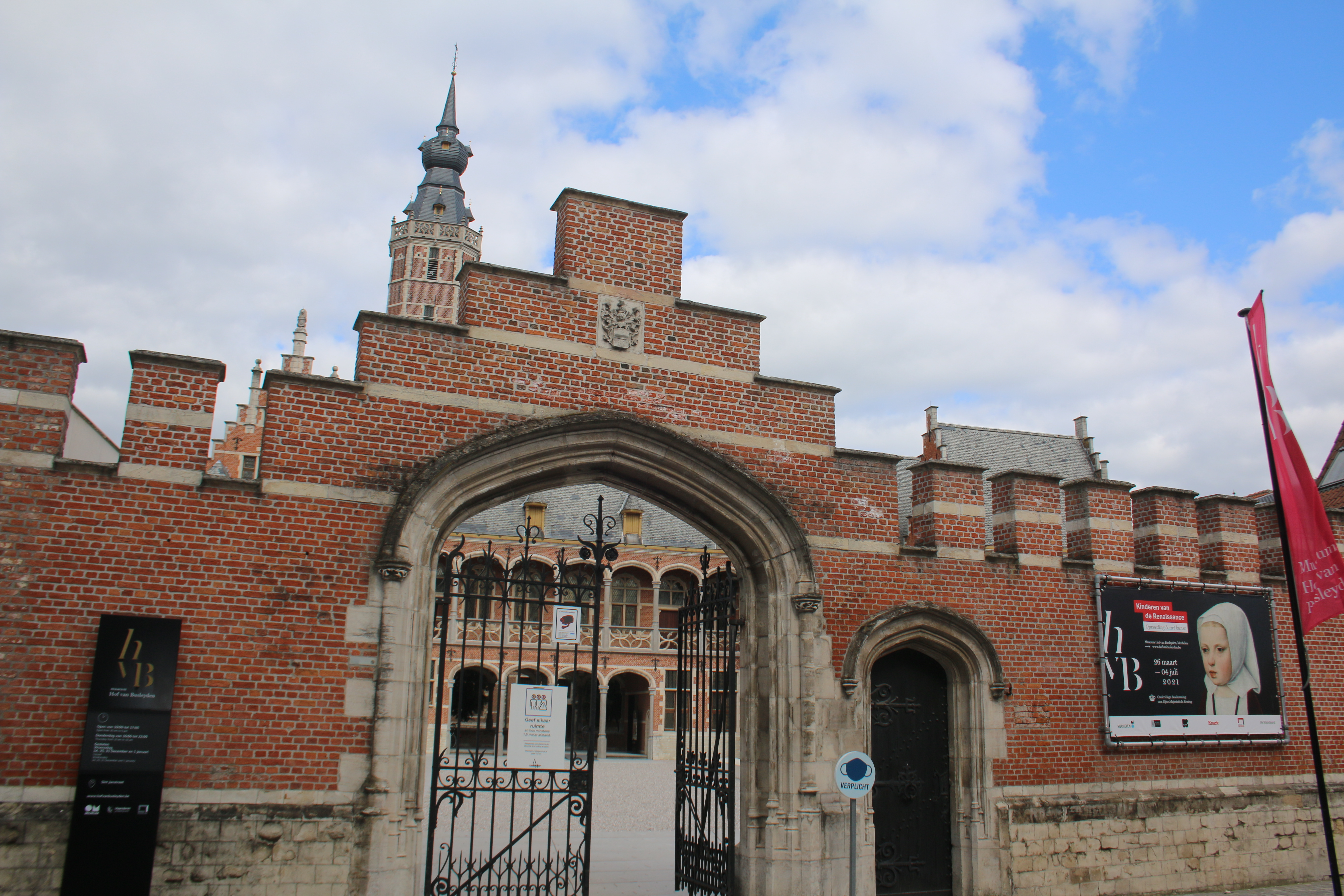
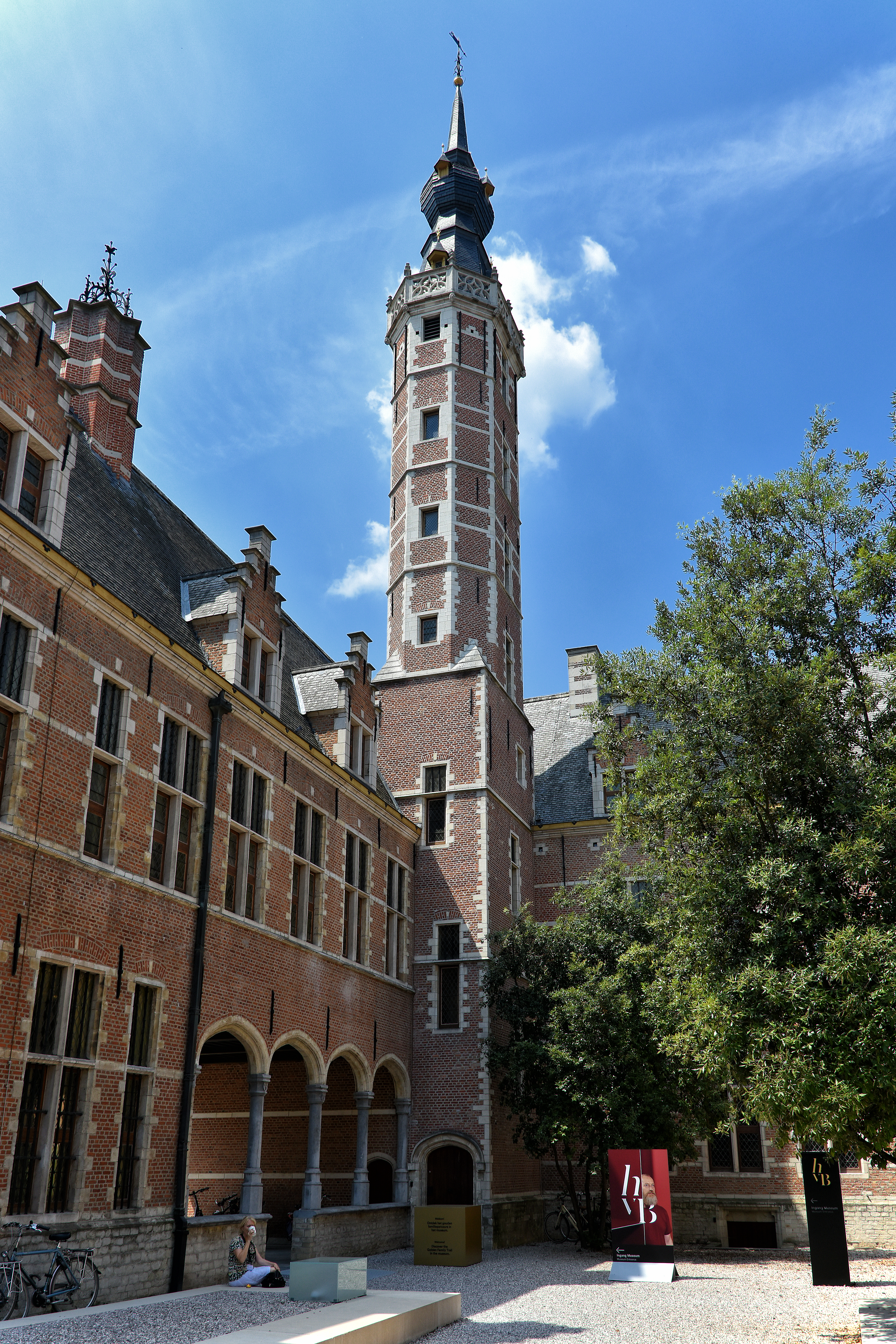